# 源国紀
源 国紀（みなもと の くにのり、生年不詳 - 延喜9年9月12日（909年10月28日））は、平安時代前期から中期にかけての貴族。名は国範とも記される。光孝天皇の皇子。官位は正四位下・大蔵卿。

## 経歴
元慶8年（884年）2月に父の光孝天皇が即位すると、6月に他の兄弟とともに源朝臣姓を与えられて臣籍降下するとともに、左京一条に貫附され、時服月俸に預かる。仁和2年（886年）一世源氏の蔭位により无位から従四位上に叙せられ、その後正四位下・大蔵卿に至った。
醍醐朝の延喜9年（909年）9月12日卒去。

## 官歴
注記のないものは『日本三代実録』による。
- 元慶8年（884年） 6月2日：臣籍降下（源朝臣）、隷左京一条、預時服月俸
- 仁和2年（886年） 正月7日：従四位上
- 時期不詳：正四位下。大蔵卿[1]
- 延喜9年（909年） 9月12日：卒去[2]

## 系譜
『尊卑分脈』による。
- 父：光孝天皇
- 母：不詳
- 生母不詳の子女
  - 男子：源公忠（889-948）
  - 男子：源公望
  - 男子：源公平